# ロイク・デュリー
ロイク・デュリー（Loïc Dury）はフランスのDJ、作曲家。
主に映画やテレビ番組の音楽を制作しており、中でもセドリック・クラピッシュ監督の映画作品で知られる。

## 作品
- おかえり、ブルゴーニュへ Ce qui nous lie (2017)
- ソフィー・マルソーのSEX, LOVE&セラピー Tu veux... ou tu veux pas? (2014)
- ニューヨークの巴里夫（パリジャン） Casse-tête chinois (2013)
- フランス、幸せのメソッド Ma part du gâteau (2011)
- ベイビー・ラブ Comme les autres (2008)
- PARIS Paris (2008)
- ロシアン・ドールズ Les poupées russes (2005)
- 赤ちゃんの逆襲 Mauvais esprit (2003)
- スナッチ・アウェイ Ni pour, ni contre (bien au contraire) (2003)
- NOVO/ノボ Novo (2002)
- スパニッシュ・アパートメント L'auberge espagnole (2002)
- パリの確率 Peut-être (1999)